# Emily Donelson
Emily Donelson (1 de junho de 1807 - 19 de dezembro de 1836) foi sobrinha de Rachel Donelson Jackson, esposa do presidente americano Andrew Jackson. Ela serviu como anfitriã da Casa Branca e como primeira-dama dos Estados Unidos.

## Biografia

### Infância
Emily Donelson nasceu na fazenda de seu pai em Nashville, Tennessee em 1 de junho de 1807. Seu pai, John Donelson, era o irmão de Rachel Donelson Jackson, esposa do futuro presidente Andrew Jackson. Ao contrário de muitas meninas de sua época, Emily teve uma educação formal. Ela estudou na Nashville Female Academy em Nashville, com sua sobrinha Mary Ann Eastin, e foi considerada uma estudante talentosa.
Em 16 de setembro de 1824, Emily com dezessete anos, casou-se com Andrew Jackson Donelson. Donelson era primo em primeiro grau de Emily e uma ala de seu tio e tia, Andrew e Rachel Donelson Jackson. O casal teve quatro filhos.

### Hospedeira da Casa Branca
Especula-se que, mesmo antes da morte de Rachel Donelson Jackson, em 1828, Jackson havia planejado que Emily os acompanhasse a Washington para ajudar Rachel nos deveres da anfitriã da Casa Branca. Os Jacksons mantiveram um acordo semelhante com Emily no The Hermitage, sua plantação no Tennessee. A morte de Rachel Jackson fez com que esses planos fossem abandonados e Andrew Jackson pediu a Emily para assumir todas as responsabilidades da anfitriã da Casa Branca, o que ela fez com a ajuda de sua sobrinha Mary Ann Eastin.
Ela chegou a Washington aos 21 anos. Seu marido, AJ Donelson, serviu como secretário particular do presidente Jackson. Os primeiros meses da administração de Jackson marcaram um período de luto por Rachel Jackson. O período não oficial de luto terminou quando Emily organizou uma festa de Ano Novo na Casa Branca em 1 de janeiro de 1830.

### Escândalo Petticoat e Despedimento
Em 1829, a sociedade de Washington começou a zumbir com os rumores em torno de Peggy Eaton, a nova esposa do secretário de guerra John Henry Eaton. Os rumores alegavam que o relacionamento do casal havia começado como um caso extraconjugal, e que o primeiro marido de Peggy havia cometido suicídio quando soube do relacionamento deles.
O crescente escândalo, que em breve seria apelidado de "Petticoat", começou a dividir o gabinete de Jackson. As esposas de vários membros do gabinete de Jackson, mais notavelmente Floride Calhoun, a esposa do vice-presidente John C. Calhoun, se recusaram a receber Peggy na sociedade de Washington, e esnobaram o casal.
O presidente Andrew Jackson viu o tratamento de Peggy Eaton como injustificado e injusto. Ele também fez comparações com o tratamento de sua própria falecida esposa. Sem o conhecimento dos Jacksons, Rachel ainda era legalmente casada com seu primeiro marido quando ela se casou com Andrew Jackson, já que ele tinha começado o processo de divórcio contra Rachel, mas a ação não foi finalizada. Este fato foi descoberto por partidários de John Quincy Adams durante a eleição de 1828. Atacaram impiedosamente Rachel como adúltera e bigamista. Embora Rachel sofresse de problemas de saúde desde 1825, Jackson culpou sua morte em dezembro de 1828 pelo estresse da campanha. Jackson acreditava que a sociedade de Washington estava tratando Peggy injustamente, assim como tratara sua falecida esposa.
Jackson começou a pressionar seus subordinados para aceitar o casal. Emily ficou do lado do grupo que queria esnobar os Eatons. Quando Jackson confrontou Emily, ela cedeu um pouco e incluiu Peggy nas funções da Casa Branca, mas Emily estendeu a ela as cortesias básicas e nada mais. A situação chegou ao auge quando os Eatons recusaram o convite de Jackson para um jantar na Casa Branca no início de 1830. Quando Jackson perguntou por que haviam recusado o convite, Peggy citou o tratamento frio de Emily.
Emily e Andrew Jackson viajaram para o Hermitage para passar as férias no verão de 1830. A briga entre o presidente e Emily tinha crescido tanto que Emily se recusou a ficar no Hermitage, preferindo ficar na casa de sua mãe. Quando Jackson retornou a Washington, AJ o acompanhou, mas Emily não o acompanhou.
Quando Jackson retornou à Casa Branca, ele implorou a Emily para voltar e retomar seus deveres. No entanto, ela se recusou a fazê-lo, enquanto Jackson continuou a insistir na aceitação de Peggy Eaton na Casa Branca.
A partir de 1834, Sarah Yorke Jackson, nora do presidente Jackson, serviu como anfitriã da Casa Branca. Há relatos conflitantes sobre a ausência de Emily Donelson na Casa Branca durante os três anos em que Sarah Yorke Jackson serviu como anfitriã. Uma corte de estudiosos acredita que a causa foi o tratamento dado a Peggy Eaton, enquanto outros argumentam que foi seu agravamento da tuberculose.

## Doença e morte
A saúde de Emily começou a se deteriorar em 1836. Em junho daquele ano, ela foi se recuperar em Poplar Grove (mais tarde chamada Tulip Grove), sua plantação adjacente ao Hermitage. Sua saúde continuou a declinar, e ela morreu em dezembro, aos 29 anos, possivelmente de sua tuberculose, fazendo dela a primeira-dama mais curta da história americana. Ela morreu olhando pela janela esperando que seu marido voltasse para casa.